# Paulo Evaristo Arns
Paulo Evaristo Arns (Forquilhinha, Santa Catarina; 14 de septiembre de 1921-São Paulo, 14 de diciembre de 2016) fue un fraile franciscano, sacerdote católico brasileño; decimoséptimo obispo de la arquidiócesis de São Paulo, quinto arzobispo y tercer cardenal. Fue también arzobispo emérito de la arquidiócesis de São Paulo. Excluyendo a Joseph Ratzinger por su elección papal como Benedicto XVI, hasta su muerte fue el último cardenal superviviente proclamado por Pablo VI.

## Biografía
Fue el cuarto de trece hijos de una pareja de inmigrantes alemanes, Gabriel Arns y Helena Steiner, provenientes de la región del río Mosela.
Realizó sus estudios primarios en su ciudad natal. En su adolescencia ingresó al seminario franciscano, en el Seminario Seráfico San Luis de Tolosa, en Río Negro (Paraná). En 1940 ingresó al noviciado, en Rodeio (Santa Catarina). Cursó filosofía en Curitiba y teología en Petrópolis.
Uno de sus hermanos es franciscano y tres de sus hermanas son monjas. Su hermana Zilda falleció en el terremoto de Haití de 2010.

## Sacerdocio
Fue ordenado presbítero el 30 de noviembre de 1945, en Petrópolis, en la arquidiócesis de Niterói. Durante casi una década ejerció el sacerdocio asistiendo a la población desfavorecida de Petrópolis, donde también estudió en el colegio teológico franciscano de Petrópolis y la Universidad Católica de Petrópolis. Luego estudió en la Sorbona de París, donde obtuvo un doctorado en lenguas clásicas. Al volver a Brasil fue profesor en las facultades de Filosofía, Ciencias y Letras de Agudos y Bauru.

## Episcopado
El 2 de mayo de 1966 fue designado obispo titular de Respecta y auxiliar de la arquidiócesis de São Paulo, con 44 años.
El 22 de octubre de 1970, el papa Pablo VI lo designó arzobispo metropolitano de la arquidiócesis de São Paulo, ejerciendo el cargo hasta el 15 de abril de 1998, cuando presentó al papa Juan Pablo II su renuncia por límite de edad, reteniendo el título de arzobispo emérito de São Paulo.

## Cardenalato
El 5 de marzo de 1973 Arns fue convocado por el papa Pablo VI, a la basílica de San Pedro para ser designado cardenal. Como tal participó en los dos cónclaves de 1978.

## Actividad
Su actuación pastoral fue orientada hacia los habitantes marginados, los trabajadores, y a la formación de comunidades de base en los barrios, principalmente los más pobres, y a la defensa de los derechos humanos. 
Mientras fue obispo auxiliar, trabajó en la región norte, en el barrio de Santana. Durante la dictadura militar, en la década de los 70, se destacó por su lucha contra la tortura y el restablecimiento de la democracia, junto al rabino Henry Sobel, abriendo un puente entre el judaísmo y el catolicismo. En ese período, fue uno de los escritores del libro «Brasil nunca mais» e integró el movimiento «Tortura nunca mais».
En el plano pastoral renovó la arquidiócesis de São Paulo, creando nuevas regiones episcopales, además de crear 43 nuevas parroquias. En 1972 creó la Comisión Justicia y Paz, de São Paulo.
El 22 de mayo de 1977 recibió el título de doctor honoris causa junto con el presidente estadounidense Jimmy Carter, el cardenal Kim de Corea y el Lamont de Rodhesia, por la Universidad de Notre Dame, Indiana, Estados Unidos debido a su acción a favor de los derechos humanos. 
El 3 de junio de 1980 recibió en São Paulo al papa Juan Pablo II. En 1989 el papa Juan Pablo II dividió la arquidiócesis de São Paulo, en cinco nuevas. Se ha sostenido que la razón de dicha decisión, fue restar poder a Paulo Arns, debido a su afinidad con la teología de la liberación.[cita requerida]
En 1996, luego de cumplir 75 años, presentó su renuncia al papa Juan Pablo II, de acuerdo a las normas eclesiásticas. Fue reemplazado por Cláudio Hummes.
Durante varios años antes de su muerte, Arns se retiró de la vida pública y vivió en una casa de retiro en Taboão da Serra, en las afueras de Sao Paulo. Después de una larga enfermedad, murió en un hospital de Sao Paulo el 14 de diciembre de 2016. Su ataúd fue llevado a la cripta de la Catedral Metropolitana de Sao Paulo el 16 de diciembre mientras la congregación aplaudía y repetía los cánticos «viva Dom Paulo». y «coraje».

## Publicaciones

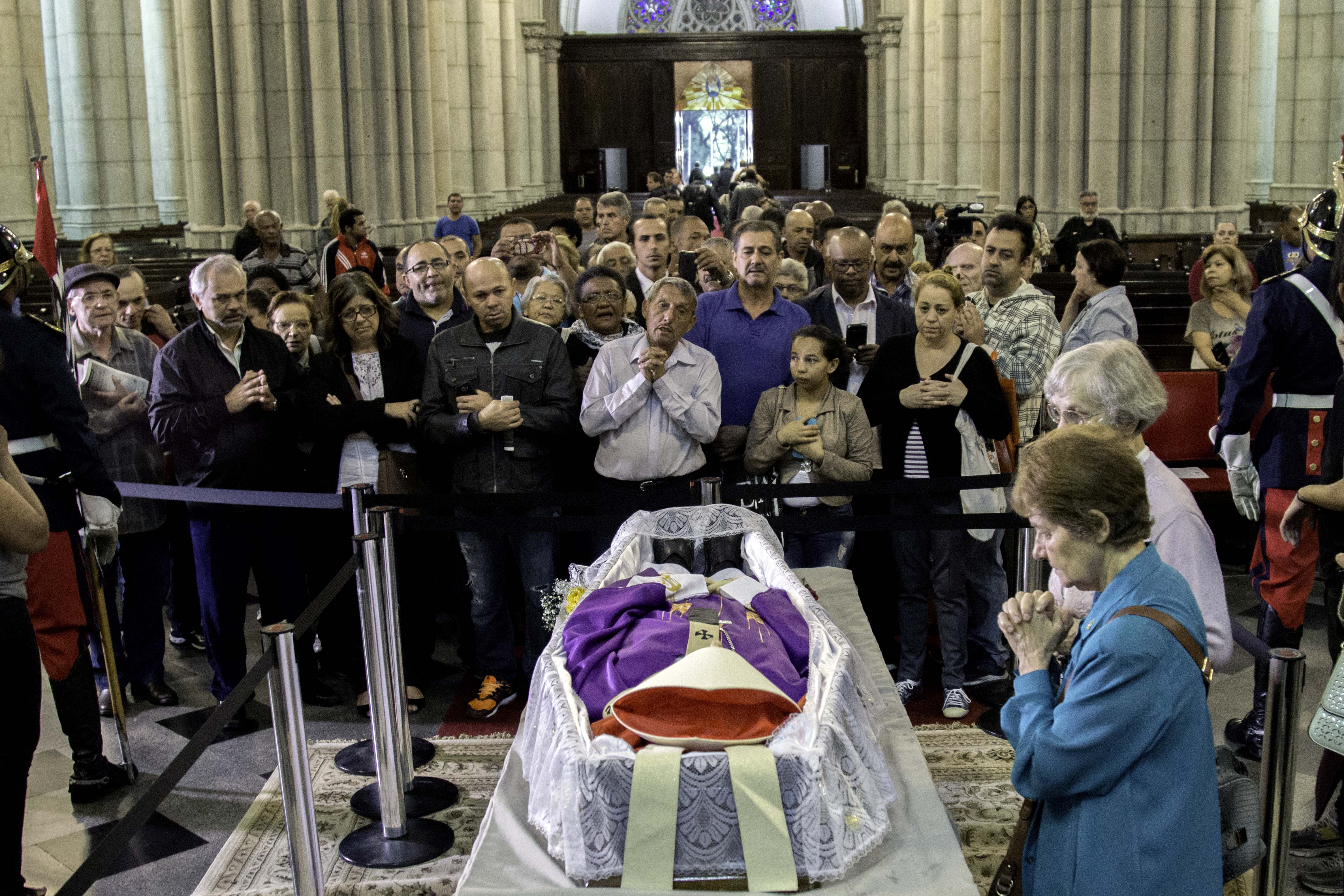
Muere el destacado cardenal brasileño Paulo Evaristo Arns

Paulo Arns fue autor de 49 libros, sobre la acción pastoral en las grandes ciudades y estudios de literatura cristiana de los primeros siglos. Algunas de sus obras son:
- A quem iremos, Senhor?
- A humanidade caminha para a fraternidade
- Paulo VI: voce é contra ou a favor?
- Cartes de Santo Inhàcio: Introdução, Tradução e Notas
- Cartas de São Clemente Romano: Introdução, Tradução e Notas
- A guerra acabrà se vocé quiser
- Communidade: união e acção